# Craig Morgan (football)
Pour les articles homonymes, voir Craig Morgan (homonymie) et Morgan.
Craig Morgan (né à St Asaph, au pays de Galles, le 16 juin 1985) est un footballeur international gallois.

## Biographie
Le 19 juin 2018, Morgan rejoint Fleetwood Town.

## Palmarès

### En club
Wrexham
- Football League Trophy
  - Vainqueur : 2005

 Wigan Athletic
- Football League One (D3)
  - Vainqueur : 2016 et 2018

### Distinction personnelle
- Membre de l'équipe-type de League One en 2016.